# 네트워크 모니터링
네트워크 모니터링(Network monitoring)은 컴퓨터 네트워크를 꾸준히 모니터링하는 것이다. 느려지거나 실패하는 요소(예: 네트워크 중단 등)가 있으면 네트워크 관리자에게 전자우편, 단문 메시지 서비스 등으로 통보한다. 네트워크 모니터링은 네트워크 관리의 일부이다.

## 다양한 유형의 프로토콜
사이트 모니터링 서비스는 HTTP 페이지, HTTPS, 간이 망 관리 프로토콜(SNMP), 파일 전송 프로토콜(FTP), 간이 우편 전송 프로토콜(SMTP), 포스트 오피스 프로토콜(POP3), 인터넷 메시지 접속 프로토콜(IMAP), 도메인 네임 시스템(DNS), 시큐어 셸(SSH), 텔넷, 전송 계층 보안(SSL), 전송 제어 프로토콜(TCP), 인터넷 제어 메시지 프로토콜(ICMP), 세션 개시 프로토콜(SIP), 사용자 데이터그램 프로토콜(UDP)를 검사할 수 있다. 미디어 스트리밍과 일련의 기타 포트들은 4시간마다 또는 수분마다 검사 주기가 있다.

## 같이 보기
- 고가용성
- 서비스 수준 협약서